# Lucy Vodden
Lucy Vodden O'Donnell (1963 - 22 de septiembre de 2009) fue la niña que inspiró la canción de 1967 de The Beatles «Lucy in the Sky with Diamonds».

## Biografía
Lucy O'Donnell nació en Weybridge, Surrey, en 1963.
En la escuela Heath House School, fue compañera de clase de Julian Lennon, hijo de John Lennon, uno de los cuatro miembros del grupo musical The Beatles. Julian Lennon hizo un dibujo de Lucy O'Donnell en 1966 y se lo enseñó a su padre, describiendo el cuadro como «Lucy en el cielo con diamantes» («Lucy in the sky with diamonds»), frase que inspiró la famosa canción.
O'Donnell se casó con su «amor de la infancia», Ross Vodden, en 1996. En 2007, en una entrevista para la BBC Radio, reconoció ser la Lucy a la que se refiere la canción:

Nos recuerdo a Julian y a mí haciendo fotos en un caballete de dos caras, arrojándonos pintura el uno al otro. [...] Julian había pintado un cuadro y ese día en particular su padre apareció con el chófer para recogerlo de la escuela.
Lucy Vodden (BBC Radio, 2007)

En 2001, Julian Lennon se enteró de que Vodden, que vivía en Surrey, Inglaterra, sufría de lupus, una enfermedad que afecta al sistema inmune. Lennon le envió flores con una tarjeta escrita personalmente. Tras saber que Lucy había buscado consuelo en su afición a la jardinería, Lennon le envió vales regalo para un centro de jardinería. Vodden, que vio a Lennon años después en un concierto suyo, reaccionó diciendo que «Julian fue encantador».
Lucy Vodden desarrolló una infección el segundo día de las primeras vacaciones que pasaba con su marido en ocho años y fue trasladada a un hospital en King's Lynn, Norfolk, donde murió el 22 de septiembre de 2009, a los 46 años, con su esposo, padre, hermana y hermano a su lado. Julian Lennon y su madre, Cynthia, emitieron un comunicado en el que expresaban que estaban «conmocionados y entristecidos» por la muerte de Vodden.